# Stazione di Spartimento di Scisciano
Stazione di Spartimento di Scisciano vasútállomás Olaszországban, Scisciano településen.

## Vasútvonalak
Az állomást az alábbi vasútvonalak érintik:
- Cancello-Torre Annunziata-vasútvonal

## Kapcsolódó állomások
A vasútállomáshoz az alábbi állomások vannak a legközelebb:
- Stazione di Marigliano
- Stazione di Reviglione di Somma Vesuviana